# Øster Lyng
Øster Lyng – miasto w Danii, w regionie Zelandia, w gminie Odsherred.